# Vöhringen, Baden-Württemberg
Vöhringen är en kommun och ort i Landkreis Rottweil i regionen Schwarzwald-Baar-Heuberg i Regierungsbezirk Freiburg i förbundslandet Baden-Württemberg i Tyskland.
Kommunen ingår i kommunalförbundet Sulz am Neckar tillsammans med staden Sulz am Neckar.